# 7月29日
7月29日是阳历年的第210天（闰年是211天），离一年的结束还有155天。

## 大事记

### 19世紀以前
- 前243年：秦国发生蝗灾，天下大疫。
- 713年：唐玄宗与宰相郭元振、将军王毛仲、内给事高力士率禁军杀死太平公主党羽，粉碎废立太子阴谋。
- 1014年：拜占庭－保加利亞戰爭：拜占庭帝國在巴西爾二世的率領下於克雷迪昂战役中擊敗保加利亞帝國。
- 1588年：西班牙无敌舰队在英吉利海峡被英国海军击败。
- 1693年：大同盟戰爭：法國軍隊在下溫登戰役中擊敗英格蘭威廉三世領導的奧格斯堡同盟軍隊。

### 19世紀
- 1818年：法國物理學家奧古斯丁·菲涅耳向皇家科學院提交了一份關於光的繞射的回憶錄，為光的波動論提供有力的支持。
- 1836年：在经过30年的建设后，由法国皇帝拿破仑一世下令兴建的巴黎凯旋门举行落成典礼。
- 1858年：日本江戶幕府與美國駐日公使湯森·哈里斯簽訂《美日修好通商條約》，其後數月亦陸續與荷蘭、俄羅斯、英國、法國簽訂類似的不平等條約。

### 20世紀
- 1907年：英国人罗伯特·巴登·鲍威尔发起童子军。
- 1914年：連接美國麻薩諸塞州鱈魚角灣（英语：Cape Cod Bay）和巴澤茲灣的鱈魚角運河有限度地開放。
- 1921年：希特勒當選為納粹黨領袖。
- 1937年：著名杂志《北洋畫報》因財力不支停刊。
- 1940年：第二次世界大战：德國開始對英國進行全面閃電戰。
- 1946年：中國河北發生「安平鎮事件」。
- 1947年：世界上首台可编程序的电子计算机埃尼阿克被送到美国阿伯丁试验场进行弹道轨迹计算。
- 1948年：第二次世界大戰結束後首次奧運會－第十四屆奧運會在英國倫敦開幕。
- 1950年：韓戰：由於擔心北朝鮮士兵滲入難民縱隊，美軍在老斤里（英语：Nogeun-ri）附近以射擊和空襲方式對數百名平民進行了為期四天的大屠殺。
- 1954年：J·R·R·托爾金的古典奇幻小說《魔戒》的第一部《魔戒現身》由艾倫和安文（英语：Allen & Unwin）出版。
- 1957年：国际原子能总署在奥地利首都维也纳正式成立，旨在推动核结合能的和平使用。
- 1958年：1958年台海空戰：為中華民國與中共雙方爭奪魯(山東省)、蘇(江蘇省)、浙(浙江省)、閩(福建省)、粵(廣東省)各省制空權的一系列戰鬥。
- 1958年：美國總統德懷特·艾森豪簽署《美國國家航空暨太空法案》，建立美國國家航空暨太空總署。
- 1962年：美國紐約帝國大廈開始進行粉飾外牆工程。
- 1967年：哥伦比亚发生大地震（英语：1967 Caracas earthquake）。
- 1967年：福萊斯特號航空母艦準備在越南戰爭期間再度對北部灣發動攻勢，但飛行甲板發生走火意外，隨即引起一系列連鎖爆炸反應，最終造成134人死亡及11人受傷。
- 1981年：英國王儲暨威爾斯親王查爾斯和威爾斯王妃黛安娜在倫敦聖保羅座堂舉行婚禮。
- 1985年：日本研制成功世界上第一个与人一样能行走的机器人。
- 1987年：印度總理拉吉夫·甘地訪問斯里蘭卡，與斯國總統贾亚瓦德纳簽署印度－斯里蘭卡和平協議（英语：Indo-Sri Lanka Accord）。
- 1994年：台北捷運股份有限公司成立。
- 1994年：香港一輛往屯門碼頭的507線車輛（編號1013），於上午10時在屯門兆禧苑側，即湖景路與湖山路交界與空拖架的貨櫃車相撞，輕鐵車長被拋出車外死亡，另4名乘客受傷，而該輛車輛1013因為嚴重損毀而報廢，拆解作零件用途。
- 1996年：中国进行迄今为止最后一次核试验（地下核试验），中国政府宣布次日起暂停核试验。
- 1996年：香港滑浪風帆運動員李麗珊在亞特蘭大奧運會上為香港奪得首面奧運金牌。
- 1999年：729全台大停電：台灣嘉義市以北的地區發生大規模停電，原因是在台南縣龍崎鄉的一座輸電鐵塔倒塌。

### 21世紀
- 2011年：强热带风暴洛坦在中国海南省文昌市龙楼镇登陆，至少造成2人死亡。此前，该热带气旋掠过菲律宾，造成至少52人死亡，27人失踪。
- 2012年：香港多個團體合辦了「全民行動，反對洗腦，729萬人大遊行」，大會統計逾9萬人參與，要求港府撤回德育及國民教育科，事件獲超過200家中外傳媒報導。
- 2015年：Windows 10开始正式发售。
- 2016年：台北於本年第5天高溫飆到攝氏38度，破120年紀錄。[1]
- 2018年：印度尼西亚龙目岛地区发生MW 6.4级地震，造成至少14人遇难、数百人受伤[2]。
- 2019年：巴西北部帕拉州有監獄發生騷亂，至少57人死亡，當中16人被斬首，另外有人窒息死亡。[3]

## 出生
- 1356年：馬丁一世，亞拉岡國王（1410年逝世）
- 1846年：伊莎貝爾，巴西皇儲，布拉干薩家族首領（1921年逝世）
- 1874年：C·R·白克，英國遠東商人，祥茂洋行合夥人（1950年逝世）
- 1874年：奧古斯特·吉魯，法國男子橄欖球運動員（1953年逝世）
- 1883年：貝尼托·墨索里尼，義大利政治人物、獨裁者，第27任義大利總理（1945年逝世）
- 1883年：璧約翰，英國外交官（1953年逝世）
- 1887年：重光葵，日本政治家，曾任外相（1957年逝世）
- 1894年：愛德華·古貝爾，印度政治人物（1979年逝世）
- 1898年：伊西多·拉比，美國物理學家，1944年諾貝爾物理學獎得主（1988年逝世）
- 1904年：陸謙受，中國建築師（1991年逝世）
- 1905年：，瑞典外交家、作家，第2任聯合國秘書長，1961年諾貝爾和平獎得主（1961年逝世）
- 1905年：克拉拉·鮑，美國女演員（1965年逝世）
- 1907年：康斯坦丁·羅扎耶夫斯基，俄羅斯政治人物，俄羅斯法西斯黨領導人（1946年逝世）
- 1925年：哈羅德·W·庫恩，美國數學家（2014年逝世）
- 1925年：米基斯·提奧多拉基斯，希臘政治活動家、作曲家（2021年逝世）
- 1928年：李嘉誠，香港國際企業家、香港及亞洲首富
- 1929年：尚·布希亞，法國社會學家、哲學家（2007年逝世）
- 1936年：伊莉莎白·多爾，美國女性政治家
- 1937年：桥本龙太郎，曾任日本首相，自民黨總裁（2006年逝世）
- 1941年：大衛·華納，英國男演員（2022年逝世）
- 1942年：托尼·西里科，美國男演員（2022年逝世）
- 1947年：斯坦·克倫克，美國億萬富翁
- 1949年：阿里夫·艾維，巴基斯坦政治人物，第13任巴基斯坦總統
- 1955年：尹國駒，澳門商人
- 1957年：岸田文雄，日本政治人物，第100、101任內閣總理大臣
- 1959年：林丹鳳，香港女配音員
- 1959年：維爾納·蘭德格拉夫，德國天體物理學家
- 1960年：前川剛，日本漫畫家
- 1960年：張善良，臺灣裔美國商人、開發商
- 1961年：劉賜蕙，香港警務處副處長
- 1962年：潘麗麗，台灣女演員
- 1962年：小野麗莎，日籍巴西女爵士樂歌手
- 1964年：馬里斯·佩恩，澳大利亞政治人物
- 1965年：約翰·S·羅傑斯，美國政治人物
- 1966年：野野村龍太郎，日本政治人物
- 1968年：胡鴻達，台灣男演員
- 1971年：王渝文，台灣女演員
- 1973年：啄木鳥真紀，日本漫畫家
- 1974年：AZUKI七，日本作詞家、鍵盤手
- 1975年：李昌鎬，韓國職業圍棋棋士
- 1976年：羅貫峰，香港演員
- 1980年：費爾南多·岡薩雷斯，智利職業網球運動員
- 1981年：費爾南多·阿隆索，西班牙一級方程式賽車車手
- 1982年：田野，中國男子越野滑雪、冬季兩項運動員
- 1982年：王智，中國女演員
- 1983年：金東旭，韓國男演員
- 1984年：安娜·貝索諾娃，烏克蘭韻律體操選手
- 1985年：大左，中國歌手、演員、主持人
- 1986年：魏惠娥，香港女配音員
- 1986年：日日日，日本輕小說家
- 1987年：胡振寰，台灣男歌手
- 1987年：方紹聪，香港男演員
- 1988年：陳瑞辉，香港男藝人
- 1988年：黃姵嘉，台灣女演員
- 1988年：亞歷山大，韓國男藝人
- 1990年：喬瑟夫Chillseph，台灣YouTuber、單口喜劇演員
- 1991年：成池鉉，韓國女子羽球運動員
- 1992年：陳鈺琪，中國女演員
- 1993年：達克·普雷斯科特，美國職業美式足球運動員
- 1993年：傑克·瓊斯，威爾斯職業司諾克選手
- 1995年：陳子豪，台灣職棒選手
- 1995年：孫芮，中國女子偶像團體SNH48成員
- 1995年：塔里耶伊·伯，挪威男子冬季兩項運動員
- 2001年：利奧·羅利·卡爾南多，印尼男子羽球運動員
- 2005年：五百城茉央，日本女子偶像團體乃木坂46成員
- 2009年：须田理央，日本童星
- 生年不詳：上田瞳，日本女性聲優
- 生年不詳：菅沼千紗，日本女性聲優

## 逝世
- 1095年：拉斯洛一世，匈牙利國王（約1040年出生）
- 1099年：烏爾巴諾二世，羅馬主教（1042年出生）
- 1108年：腓力一世，卡佩王朝的法國國王（1052年出生）
- 1128年：宗泽，南宋将领（1060年出生）
- 1616年：汤显祖，明朝戏曲家（1549年出生）
- 1644年：教宗烏爾巴諾八世，羅馬主教（1568年出生）
- 1813年：讓-安多許·朱諾，法國將領（1771年出生）
- 1833年：威廉·威伯福斯，英國國會下議院議員、慈善家、廢奴主義者（1759年出生）
- 1856年：罗伯特·舒曼，德国作曲家（1810年出生）
- 1857年：夏爾·呂西安·波拿巴，法國博物學家、鳥類學家，拿破崙一世侄子（1803年出生）
- 1890年：文森特·梵高，荷兰画家（1853年出生）
- 1895年：弗洛里亞諾·佩紹托，巴西軍人、政治家，第2任巴西總統（1839年出生）
- 1900年：翁貝托一世，義大利國王（1844年出生）
- 1935年：弗朗索瓦·德尼·萊吉蒂姆，海地軍人、政治人物，第14任海地總統（1841年出生）
- 1962年：羅納德·愛爾默·費雪，英國統計學家、演化生物學家、遺傳學家（1890年出生）
- 1969年：范文澜，中国现代历史学家（1893年出生）
- 1970年：约翰·巴比罗利，英國指揮家和大提琴演奏家（1899年出生）
- 1983年：大衛·尼文，英國男演員、作家（1910年出生）
- 1984年：周建人，中国作家（1888年出生）
- 1986年：邓稼先，中国物理学家（1924年出生）
- 1990年：亞瑟·李·塞謬爾，美國計算機科學家（1901年出生）
- 1992年：葛傳槼，中國英語學者和詞典編纂者（1906年出生）
- 1994年：桃樂絲·霍奇金，英國生物化學家，1964年諾貝爾化學獎得主。（1910年出生）
- 1998年：林滴娟，台灣政治人物（1966年出生）
- 2000年：內斯特·皮洛特，比利時連環殺手（1933年出生）
- 2003年：鲍勃·霍普，美国著名喜剧演员（1903年出生）
- 2009年：佳雅特麗·戴維，印度齋浦爾土邦王族（1919年出生）
- 2014年：瓦爾特·法伊特，美國數學家（1930年出生）
- 2018年：馬如風，台灣演員（1955年出生）
- 2021年：亞爾伯·梵浩耶，法國耶穌會神父（1923年出生）
- 2021年：卡爾·列文，美國密西根州聯邦參議員（1934年出生）
- 2022年：尤里斯·哈特馬尼斯，美國理論計算機科學家（1928年出生）
- 2024年：約瑟夫·施密特，波蘭男子田徑運動員（1935年出生）
- 2025年：廣安美代子，日本超級人瑞（1911年出生）

## 节假日和习俗
- 全球老虎日[4]
- 羅馬尼亞：國歌日
- 泰國：国家泰语日
- 法罗群岛：圣奥拉夫日